# Lennart von Kantzow
E.G. Lennart von Kantzow, född 31 januari 1920 i Vallsjö församling, Jönköpings län, död 1998, var en svensk företagsledare. Han var son till godsägaren Erik von Kantzow, och gifte sig 1946 med Ulla Ericsson, dotter till företagsledaren Elof Ericsson och syster till Gunnar Ericsson.
von Kantzow tog studentexamen 1939, reservofficersexamen 1942, och blev 1943 anställd vid AB Kanthal, där hans farbror Hans von Kantzow var VD. 1946 inledde han en karriär inom Facit-koncernen. Han kom till dotterbolaget AB Original-Odhner i Göteborg 1953, och var dess verkställande direktör 1956–1968. Han var vice VD för Facit AB 1961–1970 och VD 1970–1971. Han efterträdde sin svåger Gunnar Ericsson på VD-posten, i samband med att denne övergick till att vara styrelseordförande.
När von Kantzow tillträdde på VD-posten 1970 hade Facit fortfarande god försäljning, men sjunkande lönsamhet och problem med ökad konkurrens från elektronisk kontorsutrustning. von Kantzow varnade för att företaget stod inför svåra problem, men fick inget stöd för att ytterligare rationalisera företaget (som bland annat inte hämtat hem särskilt stora samordningsvinster efter köpet av Addo 1966) och söka samarbetspartner, och uppfattades som onödigt pessimistisk av personer i styrelsen. Hösten 1971 tvingades han tillkännage att Facit för första gången gick med förlust. I slutet av 1971 beslöt styrelsen att han skulle avsättas som VD. von Kantzow gav sin syn på turerna i en bok som kom ut 1991.